# Heinrich Rickert (filozof)

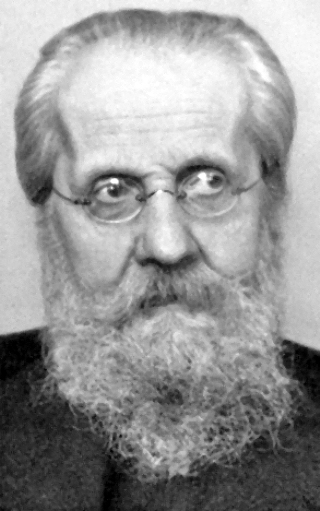
Heinrich Rickert

Heinrich Rickert (ur. 25 maja 1863 w Gdańsku, zm. 25 lipca 1936 w Heidelbergu) – filozof niemiecki, profesor uniwersytetów we Fryburgu Bryzgowijskim i Heidelbergu przedstawiciel neokantowskiej szkoły badeńskiej.

## Życie
Heinrich John Rickert był synem redaktora i polityka Heinricha Rickerta. Uczył się najpierw prywatnie w Gdańsku i Berlinie, zaś później w berlińskim liceum „Zum Grauen Kloster”. Szkołę opuścił jeszcze przed maturą, by słuchać w latach 1884–1885 na uniwersytecie berlińskim wykładów między innymi u Hermana Grimma z historii sztuki, u Heinricha von Treitschkego z historii, u Emila du Bois’a-Reymonda z fizjologii, a u Wilhelma Scherera z poetyki, a także u Friedricha Paulsena z filozofii. Wykłady Paulsena zdecydowały o tym, że Rickert wybrał filozofię na kierunek dalszego kształcenia.
Od 1885 r. studiował na uniwersytecie w Strasburgu, gdzie już po zdaniu matury uczęszczał na wykłady z filozofii u Wilhelma Windelbanda. Do tego jako kierunek dodatkowy wybrał ekonomię u Georga Friedricha Knappa i Lujo Brentana oraz fizjologię u Friedricha Glotza. W 1886 r. w Zurychu Rickert poznał prywatnie filozofa Richarda Avenariusa.
Doktoryzował się w 1888 roku u Wilhelma Windelbanda dysertacją zatytułowaną Zur Lehre von der Definition. Następnie przez rok przebywał w Berlinie skąd, ze względów zdrowotnych, przeniósł się w 1889 r. do Fryburga Bryzgowijskiego.
We Fryburgu Rickert habilitował się w 1891 na podstawie dysertacji Der Gegenstand der Erkenntnis i dalej działał na uniwersytecie – najpierw jako docent prywatny, od 1894 jako profesor nadzwyczajny, zaś od 1896 jako profesor zwyczajny filozofii.
W 1915 roku Rickert został powołany na uniwersytet w Heidelbergu jako następca zmarłego Wilhelma Windelbanda, zaś jego następcą we Fryburgu został Edmund Husserl. Kolegami Rickerta w Heidelbergu byli m.in. Hans Driesch, Karl Jaspers i Heinrich Maier. W 1932 r. Rickert przeszedł na emeryturę.

## Poglądy
Rickert uważał, że funkcjonują transcendentne, ponadczasowe wartości, które muszą obowiązywać niezależnie od wszelkiego doświadczenia. Owe wartości nie istnieją ani cieleśnie, ani duchowo, ale według specyficznego dla siebie sposobu bycia – tj. obowiązywania (Geltung).
Podstawową wartością w dziedzinie teorii jest wartość prawdy, która stanowi przedmiot poznania.

## Znaczenie
Rickert był w swoich czasach najbardziej znaczącym filozofem nauki. Jego epistemologia i teoria wartości wywarły duży wpływ na późniejszych myślicieli – m.in. Maxa Webera i jego koncepcję typów idealnych.

## Dzieła wybrane
- Der Gegenstand der Erkenntnis (1892 i późniejsze w istotny sposób zmienione wydania), wyd. pol. Przedmiot poznania, PWN, Warszawa 2022[3]
- Die Grenzen der naturwissenschaftlichen Begriffsbildung (1896–1902)
- Kulturwissenschaft und Naturwissenschaft (1898), 7. ed. 1926, nowy ed. Berlin 2013, ISBN 978-3-944253-00-8.
- Die Probleme der Geschichtsphilosophie. Eine Einführung. 3. ed. 1924, nowy ed. Berlin 2013, ISBN 978-3-944253-01-5.
- Zwei Wege der Erkenntnistheorie (1909)
- System der Philosophie (1921)
- Die Philosophie des Lebens (1920)